# Y (Alaska)
Pour les articles homonymes, voir Y.
Y est une ville d'Alaska aux États-Unis dans le Borough de Matanuska-Susitna. Elle fait partie de la zone statistique métropolitaine d'Anchorage et avait une population de 956 habitants en 2000.

## Situation - climat
Elle est située entre Willow et Talkeetna, sur la George Parks Highway au kilomètre 159.
Les températures moyennes de janvier vont de -40 à 11 °C et de -3 à 32 °C en juillet.

## Histoire
Les Ahtnas vivaient dans les montagnes Talkeetna, dans un village en face de l'embouchure de la rivière Sunshine, appelé Tsuk Qayeh ce qui signifie vieux village. Les Dena'inas vivaient le long de la rivière Deshka, et près de la rivière Susitna en hiver, près de ce qui est actuellement la ville de Talkeetna. Un village dena'ina se trouvait sur le bras nord de la rivière Kashwitna, avec une piste qui le reliait à Chickaloon. Montana Creek devint un petit village dena'ina pendant la construction du chemin de fer de l'Alaska en 1915. Jusqu'en 1927, le chemin de fer a fait vivre les populations.
Actuellement les habitants vivent d'activités touristiques, comme l'hébergement, l'organisation de randonnées, et les vols. L'aérodrome de Talkeetna est situé à proximité. Les autres travaillent à Palmer, Wasilla ou Anchorage.